# Zu Ding
Zu Ding (祖丁) de son nom personnel Zi Xin (子新). Il fut le quinzième roi de la dynastie Shang. Il fut intronisé dans la capitale de Bi (庇). Il y régna de -1465 à -1433.